# Wiesław Sławik
Wiesław Sławik (ur. 22 maja 1951 w Trzciance) – polski aktor filmowy i teatralny.

## Życiorys
Zadebiutował w 1974 roku w Teatrze im. Cypriana Kamila Norwida w Jeleniej Górze w spektaklu Przygody rozbójnika Rumcajsa. W latach 1975–1977 występował w Teatrze im. Cypriana Kamila Norwida w Jeleniej Górze, a od 1977 do 1979 był aktorem Teatru Muzycznego w Słupsku. Od 1979 roku występuje na scenie Teatru Śląskiego w Katowicach.
Znany jest z roli tytułowej programu TVP Katowice Patefon ujka Ericha popularyzującego śląską muzykę. Jest ojcem bramkarza Górnika Zabrze, Mateusza.

## Odznaczenia i nagrody
- 1977: Brązowa Iglica[2]
- 1994: Złota Maska za rolę Gonzala w „Trans-Atlantyku”[2]
- 1999: Srebrny Krzyż Zasługi[2]
- 2002: Złoty Krzyż Zasługi[2]
- 2002; Nagroda im. Leny Starke za rolę Mazurkiewicza w spektaklu „Żołnierz królowej Madagaskaru” w Teatrze Śląskim w Katowicach[2]
- 2005: Złota Maska za rolę tytułową w „Panu Pawle” Tankreda Dorsta w Teatrze Śląskim im. Stanisława Wyspiańskiego w Katowicach oraz za rolę Tito Merellego w „Dajcie mi tenora!” Kena Ludwiga w Gliwickim Teatrze Muzycznym[2]

## Filmografia
- 1978: Życie na gorąco – Lopez (odc.6)
- 1982: Odlot – kierowca
- 1982: Blisko, coraz bliżej – mężczyzna (odc.4)
- 1988: Banda Rudego Pająka – ojciec Siwego (odc.2)
- 2003: Śmiech w ciemności (spektakl telewizyjny) – dr Lamprecht
- 2006: Emilka płacze – ojciec Stefana
- 2008: Drzazgi – obsada aktorska
- 2010: Bronisław Huberman, czyli zjednoczenie Europy i skrzypce – krytyk / dyrektor hotelu
- 2011: Konfident – ojciec
- 2011: Dziady (spektakl telewizyjny) – senator
- 2012: Przygody Simbada żeglarza (spektakl telewizyjny) – wuj Tarabuk
- 2012: Mleczarnia (spektakl telewizyjny) – Marek
- 2013: Polterabend (spektakl telewizyjny) – Jorg
- 2013: Moja Abba (spektakl telewizyjny) – mąż / ojciec
- 2015, 2018: Pierwsza miłość – prokurator Jastrzębski
- 2015: Prawo Agaty – sędzia (odc.92)
- 2017: Wujek.81. Czarna ballada (spektakl telewizyjny) – dziadek Rafała

Źródło.

## Dubbing

### Filmy
- 1996: Herkules – Herkules
- 1998: Faceci w bieli –
  - Stanley,
  - Pułkownik Snyder
- 1999: Au Pair

### Seriale
- 1991–2003: Przygody w Odysei
- 2001: Nowe przygody Lucky Luke’a (pierwsza wersja) – różne głosy
- 2002–2009: Odlotowe agentki – różne głosy (tylko sezony I i II + jedno wystąpienie w sezonie III)
- 2002: Pecola
- 2002–2006: Dziwne przypadki w Blake Holsey High –
  - Profesor Middleton (odc. 1),
  - stary Lucas (odc. 5),
  - inspektor Gonford Pimikin (odc. 12)
- 2003–2006: Sonic X –
  - Doktor Eggman,
  - Profesor Gerald Robotnik
- 2003: Wunschpunsch –
  - Zarazek,
  - Pan Cosey,
  - tłum ludzi (odc. 1, 8, 11, 13, 20, 27, 40, 44-45, 47-48),
  - jeden z mieszkańców miasta (odc. 1, 10),
  - sobowtór pana Coseya (odc. 2),
  - kierowca autobusu (odc. 2),
  - ludzie zmienieni w jaskiniowców (odc. 7),
  - surfer (odc. 8),
  - ludzie uprawiający gimnastykę na plaży (odc. 8),
  - mieszkańcy miasta (odc. 8),
  - mażoreci (odc. 8),
  - kierowca ciężarówki wiozącej byki i krowy (odc. 16),
  - tłum zwierząt (odc. 16),
  - Tyrania imitująca Zarazka (odc. 17),
  - stary mężczyzna szukający przystanku autobusowego (odc. 18),
  - kontroler lotów (odc. 18),
  - sprzedawca wody będący fatamorganą (odc. 20),
  - chłopiec jadący na wrotkach (odc. 21),
  - czarnowłosy mężczyzna wpadający na blondwłosą kobietę (odc. 21),
  - fotograf (odc. 21),
  - niski czarnowłosy mężczyzna ratujący Maurycego z drzewa (odc. 21),
  - ojciec czerwonowłosego dzieciaka (odc. 22),
  - przerażony mężczyzna (odc. 22),
  - duchy (odc. 22),
  - gruby pracownik zapory wodnej (odc. 23),
  - rudowłosy mężczyzna (odc. 24),
  - ludzie owłosieni na całym ciele (odc. 24),
  - ludzie zmienieni w warzywa, owoce i kwiaty (odc. 25),
  - policjant (odc. 29),
  - brodaty czarodziej (odc. 32),
  - wąsaty robotnik (odc. 33),
  - listonosz (odc. 33),
  - klaun (odc. 37),
  - tłum mężczyzn zakochanych w Tyranii (odc. 41),
  - brodaty rycerz (odc. 42),
  - rycerze Okrągłego Stołu (odc. 42),
  - śmieciarz pracujący w zoo (odc. 43),
  - wąsaty mężczyzna spóźniający się na spotkanie (odc. 44),
  - kierowca furgonetki dostarczającej nagrody (odc. 45),
  - czarnowłosy mężczyzna ubrany w różową kurtkę (odc. 48),
  - rudowłosy mężczyzna lepiący bałwana (odc. 48),
  - pracownik supermarketu (odc. 48),
  - ożywiony rachunek (odc. 50),
  - ludzie zmienieni w psy (odc. 51),
  - tłum mężczyzn współpracujących z Zarazkiem, panem Coseyem i burmistrzem Blagą (odc. 52)
- 2004: Wyścigi NASCAR – Douglas „Duck” Dunaka
- 2005–2006: Król szamanów – Tokageroh
- 2005: Sindbad –
  - Ojciec Sindbada (odc. 1),
  - Wujek Ali (odc. 1),
  - Poszukiwacz złota #3 (odc. 3)
- 2008: Mali czarodzieje – Gump (druga wersja)
- 2008–2009: Monster Buster Club –
  - Pan Smith,
  - Pan Faster,
  - Cori/Mroczny Transformer,
  - Adam Single/Pomnik,
  - Glour Lé Lamour,
  - Nauczyciel Wychowania Fizycznego

### Słuchowiska
- 2006: Jak zdobyć przyjaciół i zjednać sobie ludzi –
  - prezes jednego z banków na Wall Street,
  - Charles Schwab,
  - J. Howard Lucas,
  - C.M. Knaphle,
  - doktor Stephen K. Sproul,
  - William B. Steinhardt,
  - Jim Farley,
  - Benton Love,
  - Ken Nottingham,
  - George Eastman,
  - Ian Peerce